# Aspidiotus rigidus
Espèce
Aspidiotus rigidus est une espèce d'insectes hémiptères de la famille des Diaspididae, super-famille des cochenilles, d'origine asiatique.
Cette cochenille, très proche morphologiquement d' Aspidiotus destructor, dont elle fut décrite à l'origine comme sous-espèce, est un ravageur du cocotier, notamment en Indonésie et aux Philippines.